# Stefan Houy
Stefan Houy (* 1959 in Münchwies) ist ein deutscher Trompeter.

## Leben
Stefan Houy studierte an der Universität der Künste Berlin und wurde 1982 Stipendiat der Orchester-Akademie der Berliner Philharmoniker, der heutigen Karajan-Akademie. Unterricht nahm er ferner bei Lars Seniuk. Stefan Houy war Solotrompeter beim Niedersächsischen Staatsorchester Hannover und beim Sinfonieorchester des Saarländischen Rundfunks. Von 1993 bis 2022 war er Solotrompeter der Hamburgischen Staatsoper und der Philharmoniker Hamburg. Zu seinen Schülern gehört u. a. Johannes Bartmann (erster Trompeter der Symphoniker Hamburg).